# Condado de Odemira

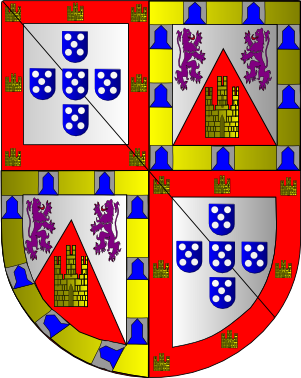
Escudo de armas de Sancho de Noroña, primer conde de Odemira.

El Condado de Odemira es un título nobiliario portugués de carácter hereditario concedido por Real Carta de Alfonso V de Portugal de 9 de octubre de 1446 a Sancho de Noroña, señor de Aveiro, alcalde mayor de Estremoz, capitán general de Ceuta y comendador mayor de la Orden de Santiago.
Sancho de Noreña fue hijo de Alfonso Enríquez, conde de Noreña y de Gijón, hijo natural del rey Enrique II de Castilla, y de Isabel, hija natural del rey Fernando I de Portugal.
Su nombre hace referencia a la villa de Odemira, en el Distrito de Beja, región del Alentejo.

## Listado de titulares
1. Sancho de Noroña.
2. María de Noroña y Sousa, casada con Alfonso de Braganza, primer conde de Faro.
3. Sancho de Portugal.
4. Sancho de Noroña y Silva.
5. Alonso de Noroña y Villena.
6. Sancho de Noroña y Guzmán.
7. Dionis I de Faro.
8. Esteban de Faro.
9. Dionis II de Faro.
10. Juana Juliana de Faro.